# Marcello Taglialatela
Marcello Taglialatela (Napoli, 29 novembre 1955) è un politico italiano.

## Biografia

### Attività politica
Già consigliere comunale di Napoli con il MSI, alla fine degli anni novanta fu assessore per Alleanza Nazionale alla Regione Campania nella giunta di Antonio Rastrelli.

#### Gli anni da deputato e attività recenti
Eletto deputato alla Camera nel 2001 con Alleanza Nazionale, viene poi rieletto nel 2006.
Alle elezioni politiche del 2008 è rieletto deputato con Il Popolo della Libertà; il 22 settembre 2010 si dimette poiché nominato Assessore all'Urbanistica nella nuova giunta regionale della Campania guidata da Stefano Caldoro; alla Camera gli subentra come deputato Domenico De Siano.
Aderisce in seguito al partito Fratelli d'Italia, venendo eletto nuovamente alla Camera alle elezioni politiche del 2013.
In occasione delle elezioni amministrative in Italia del 2016 si candida per la carica di sindaco di Napoli, sostenuto da Fratelli d'Italia - Alleanza Nazionale (partito di cui è esponente) e dalla lista civica "Napoli Terra Nostra", raccogliendo complessivamente l'1,29% dei voti.
Ricandidato deputato nel 2018 con Fratelli d'Italia, non viene rieletto.
Il 23 settembre 2018 in un'intervista su Il Mattino annuncia la sua fuoriuscita da Fratelli d'Italia.
Nel 2020 Taglialatela fonda "Campo Sud" che sostiene Stefano Caldoro alle elezioni regionali della Campania del 2020 raccogliendo con la lista Identità Meridionale - Macroregione Sud 3.333 voti pari allo 0,14%.
Tre anni più tardi partecipa alla fondazione di Indipendenza!, nuovo partito di Gianni Alemanno di cui diventa vicesegretario vicario nonché  responsabile del dipartimento Mezzogiorno e politiche sociali.